# Aramides axillaris
Il rallo collorosso o rallo boschereccio collorossiccio  (Aramides axillaris Lawrence, 1863) è un uccello della famiglia dei Rallidi originario delle regioni comprese tra il Messico e l'Ecuador, del Belize e delle regioni settentrionali del Sudamerica.

## Descrizione
Il rallo collorosso misura circa 33 cm di lunghezza e pesa 290 g. È caratterizzato da testa, collo, petto e fianchi di colore castano-rossiccio, con la gola più biancastra; la nuca e la parte anteriore del dorso sono grigio-bluastre, mentre le regioni inferiori sono bruno-oliva; addome, groppa e coda sono neri; le primarie sono castano-rossicce. Il becco è verde-giallastro e le zampe rosse.
Gli esemplari immaturi hanno una colorazione dai toni più virati sul marrone, ma presentano ugualmente la colorazione rossiccia delle remiganti e la macchia grigia sulla nuca.

## Distribuzione e habitat
Occupa un areale relativamente vasto, che dal Messico si estende verso sud fino all'Ecuador e alla Guiana.
Si incontra generalmente lungo le coste, nelle formazioni di mangrovie.

## Biologia
Generalmente è una creatura piuttosto riservata, ed è più facile avvistarlo durante i periodi di bassa marea, quando viene fuori dalle distese di mangrovie per nutrirsi dei granchi lasciati esposti sui banchi di sabbia, sebbene non si allontani mai troppo dal riparo della vegetazione. Nel Sudamerica è presente anche sul suolo delle foreste pluviali umide, perfino a una certa distanza dalla costa e dalle mangrovie sulle quali è solito vivere. In Messico, il richiamo di questo animale è stato registrato come una sorta di duetto, costituito da una serie di forti e irregolari kip e kow, come kip-kow-kip, kow-kip-kow, kip-kowkip-kow, kow, kow, kow-kip, e via di seguito.